# Шён, Хельмут
Хе́льмут Шён (нем. Helmut Schön, 15 сентября 1915, Дрезден — 23 февраля 1996, Висбаден) — немецкий футболист и футбольный тренер. До 2012 года был единственным главным тренером, выигравшим и чемпионат мира, и чемпионат Европы; в 2012 году его достижение повторил Висенте дель Боске. С 1984 года является кавалером ордена ФИФА «За заслуги», наивысшей награды ФИФА, за весомый вклад в развитие футбола.

## Достижения игрока
С 1937 по 1941 год он провел 16 игр за сборную Германии и забил 17 голов. С командой «Дрезднер СК» стал чемпионом Германии в 1943 и 1944 годах.

## Достижения тренера
С командой «СГ Дрезден-Фридрихштадт» занял в 1950 году второе место в чемпионате ГДР.
Был тренером сборной Саара, принял с ней участие в отборочных играх чемпионата мира 1954.
Сборная ФРГ по футболу под руководством Шёна заняла второе место на чемпионате мира 1966, третье место на чемпионате мира 1970, стала чемпионом Европы 1972, чемпионом мира 1974 года и заняла второе место на чемпионате Европы 1976.